# Итальянцы в Квебеке
Итальянцы в Квебеке (также италоквебекцы; фр. Les italo-québécois) — члены итальянской по происхождению общины канадской провинции Квебек. В большинстве своём современные италоквебекцы являются потомками иммигрантов из Италии (2-е, 3-е и 4-е поколения). 
Италоквебекцы являются одной из наиболее крупных и культурно значимых групп провинции. По данным последней переписи населения о своём итальянском происхождении заявили 250 000 постоянных жителей Квебека. Члены общины сосредоточены в основном в определённых городских кварталах агломерации Большого Монреаля. Так, в коммуне Сен-Леонар италоквебекцы составляют 40 % населения. В ряде других кварталов города, таких как Ла-Саль, Вилль-Эмар, Монреаль-Нор, Ривьер-де-Прери и в так называемой «Маленькой Италии» около рынка Жан-Талон итальянцы и/или итало-квебекцы также составляют значительную (10-30 %) долю населения. 
Будучи долгое время самой крупной иммигрантской общиной провинции, италоквебекцы оказались вовлечены в очень сложные языковые и политические процессы, которые происходили и происходят в провинции на протяжении XX—XXI вв. Будучи романоязычными католиками, итальянские иммигранты начала XX века, как правило, органично сливались со франкоязычным большинством провинции. Ho большая часть италоквебекцев поздней волны (1950-е и 1960-е годы) подверглась англисизации по экономическим причинам, составив костяк современной англоязычной квебекской общины. Языковые противоречия даже стали причиной серии бунтов в Сен-Леонаре в 1968. Проблема выбора нового языка общения, равно как и проблема сохранения итальянского языка и культуры, отличают италоквебекцев от италоканадцев и италоамериканцев.

## Известные италоквебекцы
- Роберто Луонго - канадский хоккеист
- Марина Орсини - канадская актриса
- Артуро Гатти -  канадский боксёр
- Анджело Эспозито - канадский хоккеист
- Вито Риззуто - итальянский мафиози